# Valentina Gómez
Valentina Gómez es una actriz colombiana de cine y televisión nacida en la ciudad de Bogotá.

## Carrera
Gómez apareció inicialmente en la serie de televisión La traga maluca en el año 2000. Un año después integró el elenco de la película de 2001 Bogotá 2016, en la que protagonizó el segmento "La Venus virtual". Años más tarde reapareció en el cine colombiano en el papel de una mesera en la película de Andy Baiz Satanás (2007). En 2010 interpretó a una prostituta en la serie de televisión Rosario tijeras y dos años después figuró en el elenco de la serie Las santísimas. Metástasis de 2014 fue su siguiente aparición en televisión, seguida de Anónima en 2015. En 2017 protagonizó la película Siete cabezas, producción de suspenso dirigida por Jaime Osorio Márquez.

## Filmografía

### Televisión
| Año       | Título                              | Personaje                   | Canal              |
| --------- | ----------------------------------- | --------------------------- | ------------------ |
| 2018-2019 | La ley del corazón                  |                             | Canal RCN          |
| 2018      | Pasada de moda 2 - La edad versátil | Diana                       | Caracol Play       |
| 2017      | Infieles                            | Celia Ep: Las tres hermanas | Canal 1            |
| 2017      | El Comandante                       | Daniela                     | Canal RCN          |
| 2015-2016 | Anónima                             | Patricia Triviño            | Canal RCN          |
| 2015      | Esmeraldas                          |                             | Caracol Televisión |
| 2015      | Dulce amor                          |                             | Caracol Televisión |
| 2014      | Metástasis                          | Wendy                       | UniMas             |
| 2013      | Adulto contemporáneo                |                             |                    |
| 2012-2013 | Las santísimas                      |                             | MundoFox           |
| 2011-2012 | A corazón abierto                   |                             | Azteca Trece       |
| 2010      | Barbarie                            |                             | Serie web          |
| 2010      | Rosario Tijeras                     | Yolima                      | Canal RCN          |
| 2009      | El fantasma del gran hotel          |                             | Canal RCN          |

## Cine
| Año  | Título             | Personaje   | Nota |
| ---- | ------------------ | ----------- | ---- |
| 2017 | Siete cabezas      | Camila      |      |
| 2016 | Mañana a esta hora | Valeria     |      |
| 2016 | Return (corto)     |             |      |
| 2007 | Satanás            | Mesera Café |      |
| 2007 | El Jefe            |             |      |
| 2001 | Bogotá 2016        | La Venus    |      |